# Studebaker Gran Turismo Hawk
La  Gran Turismo Hawk, o più semplicemente GT Hawk, è una vettura coupé venduta dalla Studebaker tra il 1962 e il 1964. rappresentò l'ultimo sviluppo della gamma Hawk realizzata dalla casa a partire dal 1956.

## Il contesto
Le linee della vettura erano un ampio rifacimento realizzato dal designer Brooks Stevens sulle precedenti linee delle Hawk. L'estetica era pesantemente ispirata alla Ford Thunderbird, particolarmente per la linea del tetto che presentava montanti sottili. Una modanatura cromata seguiva tutta la lunghezza del tetto, come sulla Lincoln Continental. In generale l'estetica venne rivista per adeguarla ai tempi. Furono eliminate le pinne e le altre caratteristiche che rendevano i precedenti modelli molto anni '50. Il lunotto posteriore divenne totalmente concavo. Ne risultò una vettura dalle linee più morbide e dalla forma più aerodinamica dei precedenti modelli. Stevens intervenne anche negli interni creando un cruscotto molto pulito e moderno con strumenti di grandi dimensioni. I sedili, con tappezzeria in vinile, erano ora singoli e non più a panchina. Però nonostante questi interventi, a causa dei problemi economici nei quali si dibatteva la Casa, rimase molto simile a quello delle precedenti Hawk.
Al momento del lancio erano disponibili i motori Studebaker da 4,7 L (289in3) small-block V8 in due livelli di potenza: 210 oppure 225 hp (156 - 168 kW). Dal modello 1963 divennero disponibile, su richiesta, i motori sovralimentati R-code che venivano montati sulla Avanti. Questi motori fornivano 290 hp (220 kW) mentre il più grande 5 L (305in3) ne erogava 335 (250 kW). Non essendo la GT Hawk una delle vetture più leggere di quel periodo le prestazioni, motori R-code a parte, rimasero inferiori a quelle della concorrenza. La scelta di un motore small-block rese la GT Hawk una vettura facile da guidare.
Il modello 1963, oltre all'adozione dei nuovi motori, subì anche un restyling. Le luci di posizione divennero rotonde e furono posizionate sotto i fari, sostituendo le precedenti luci di forma quadrata. Il muso venne rivisto e furono inserite negli angoli delle nuove griglie a schema quadrato su una rete sottile. Il cruscotto venne rivisto e fu simulata una copertura in radica. I sedili furono ricoperti di vinile pieghettato.

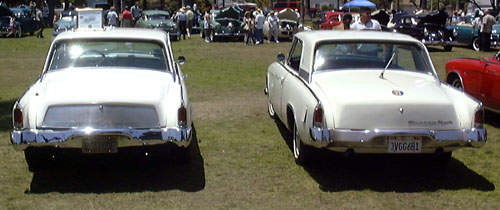
Confronto del posteriore di modelli del 1963 (a sinistra) e del 1964

Nel 1964 l'unico cambiamento fu dato dalle cromature del bagagliaio per fare apparire più moderna la vettura.
A questa nuova estetica si combinavano delle buone prestazioni. La stampa accolse favorevolmente la vettura che si proponeva come una delle concorrenti nel segmento delle auto di lusso ma le vendite rimasero basse.
Nel 1962 furono vendute 8.388 GT Hawk che scesero a 4.634 nel 1963 per divenire solo 1.767 nel 1964. In parte questo insuccesso fu dovuto alla scarsa fiducia nell'avvenire della Studebaker. Queste paure si rivelarono fondate quando nel 1964 la Casa chiuse gli stabilimenti di South Bend, Indiana interrompendo la produzione di molti modelli tra i quali la GT Hawk. La produzione venne spostata in Canada ma veniva prodotto il solo modello Lark sul quale veniva montato un motore Chevrolet.
La Studebaker considerava la GT Hawk una vettura in stile europeo e di conseguenza cercò di venderla su questo mercato. Anche in questo caso le vendite rimasero basse.
La GT Hawk è stata riconosciuta Milestone Car dalla Milestone Car Society.